# VariCAD
VariCADとは、1988年から開発されてきた3D/2DCADおよび機械工学用のコンピュータプログラム、また、チェコ共和国にあるその開発企業。
VariCADは、WindowsとLinux上で動作する。2D製図や3Dモデリング用の多くのツールを備えており、パラメーターや幾何拘束の支援、そしてシェル、パイプ、シートメタルの曲げ、クラッシュテスト、組立サポート、機械部品やシンボルライブラリ、計算、部品表、その他のツールを提供している。標準部品ライブラリには、ねじ、ナット、ベアリング等が含まれている。さらに、体積、質量、重心はもちろんのことばね、梁のねじれ用の多くの計算モジュールを提供している。
Open Design Alliance DWGdirectライブラリを使用することで、変換せずにDWGファイルを編集することができる。
ISO工業製品データ交換フォーマットSTEP/STPをサポートしている。サポートされるファイル形式は、CADソフトの比較記事(英語版)にリストされている。
日本語、中国語、ロシア語で使用されるような非ラテン文字もサポートされており、英語、ドイツ語、ポルトガル語、中国語、日本語の5言語で利用できる。

## Viewer
VariCAD Viewerは3D/2D CADファイルを表示するための無料のプロプライエタリソフトウェアである。これは、Windows とLinuxのOS上で動作する。dwb、dwg、stp、dxfの各種ファイルフォーマットをサポートしており、ファイル変換も可能。